# Pseudoclimaciella apicipennis
Pseudoclimaciella apicipennis är en insektsart som först beskrevs av Hermann Julius Kolbe 1897.  Pseudoclimaciella apicipennis ingår i släktet Pseudoclimaciella och familjen fångsländor. Inga underarter finns listade i Catalogue of Life.